# Pyrocarbonate d'éthyle
Le pyrocarbonate d'éthyle, aussi nommé diéthyl pyrocarbonate, diéthyl dicarbonate ou DEPC, est un composé organique utilisé en biochimie pour sa capacité à réagir spécifiquement avec les acides aminés histidine et, dans une moindre mesure, tyrosine des protéines. 

## Utilisation en biochimie
Cette particularité permet d'utiliser cette molécule pour inactiver certaines protéines, comme les ribonucléases. Ces protéines sont en effet très résistantes aux agents dénaturants. La réaction avec le DEPC modifie les histidines du site actif de ces enzymes. L'inactivation des ribonucléases est recommandée au cours d'expériences mettant en jeu des ARN afin d'éviter leur dégradation.
La vaisselle de laboratoire peut être décontaminée par trempage dans une solution à 0,1 % v/v de DEPC pendant environ une heure. L'eau utilisée pour faire les diverses solutions en contact avec les ARN est aussi traitée avec le DEPC. On obtient ainsi de l'eau sans ribonucléase. Le DEPC n'ayant pas réagi est dégradé en éthanol et dioxyde de carbone par une courte phase de chauffage sous pression à 120 °C dans un autoclave.
Ce produit est considéré comme mutagène.